# Sky Eats Airplane
Sky Eats Airplane est un groupe d'electronicore américain, originaire de Fort Worth, au Texas. Formé en 2005, le groupe signe au label indépendant Equal Vision Records et y publie son deuxième album, éponyme, en juillet 2008. En mars 2012, la page Facebook officielle de Sky Eats Airplane annonce une pause à durée indéterminée qui prendra effet en novembre.

## Biographie
Sky Eats Airplane est originellement formé à la Arlington Heights High School par les étudiants Brack Cantrell et Lee Duck du groupe Our First Fall. Après avoir travaillé sur quelques démos, le groupe attire l'intérêt sur Myspace. Ils commencent à écrire un premier album, Everything Perfect on the Wrong Day au début de 2006 avec le logiciel Propellerhead Reason, Adobe Audition et une guitare. Après trois mois, ils auto-produisent un album de neuf morceaux. Sky Eats Airplane organise une release party en soutien à son premier album au Door de Dallas, au Texas, qui rassemble 125 participants.
Lee Duck demande à Zack Ordway, Kenny Schick, et Johno Erickson du groupe local de metalcore In Theory de se joindre à Sky Eats Airplane. Ils acceptent, et le groupe passe des auditions sur Myspace pour un nouveau chanteur. Après plusieurs tentatives, ils jettent leur dévolu sur Jerry Roush. La nouvelle formation de Sky Eats Airplane, ils signednt un contrat de distribution avec Thriving Records auquel ils rééditent Everything Perfect on The Wrong Day le 20 novembre 2007 ; ils signent par la suite avec Equal Vision Records. Au début de 2008, le groupe entre aux Salad Days Studios de Baltimore avec le producteur Brian McTernan (Circa Survive, Thrice, The Bled, Senses Fail), pour enregistrer leur deuxième album, éponyme. L'album est publié le 22 juillet 2008 chez Equal Vision Records. Ils tournent par la suite et participent même au Warped Tour.
Le 11 janvier 2009, Kenny Schick quitte le groupe pour se consacrer à sa famille. Il est remplacé par Travis Orbin (ex-Periphery). En juillet 2009, Sky Eats Airplane annonce sa séparation avec Jerry Roush à cause de divergences créatives. En décembre 2009, Sky Eats Airplane annonce deux nouveaux membres : Bryan Zimmerman et Elliot Coleman.
En décembre 2010, Luis Dubuc de The Secret Handshake annonce la participation de Zack Ordway, Elliot Coleman, et Travis Orbin (Of Legends) aux dates de tournées de printemps 2011. En mars 2012, la page Facebook officielle de Sky Eats Airplane annonce une pause à durée indéterminée qui prendra effet en novembre,.

## Membres

### Derniers membres
- Bryan Zimmerman – chant (2009-2011)
- Lee Duck – guitare solo, claviers, synthétiseur, programmation, piano, percussions, chœurs (2005-2011), batterie (2005–2006)
- Zack Ordway – guitare rythmique, claviers, programmation (2006-2011)
- Elliot Coleman – basse, chœurs (2009-2011)
- Travis Orbin – batterie, percussions (2009-2011)

### Anciens membres
- Brack Cantrell - chant, claviers, synthétiseur, programmation, piano, percussions, chœurs (2005-2011), batterie (2005–2006)
- Johno Erickson - basse (2006–2009)
- Kenny Schick - batterie, percussions (2006–2009)
- Jerry Roush - chant (2006–2009)

## Discographie
- 2006 : Everything Perfect on the Wrong Day (Thriving Records)
- 2008 : Sky Eats Airplane (Equal Vision Records)
- 2010 : The Sound of Symmetry (Equal Vision Records)